# Grata (architettura)

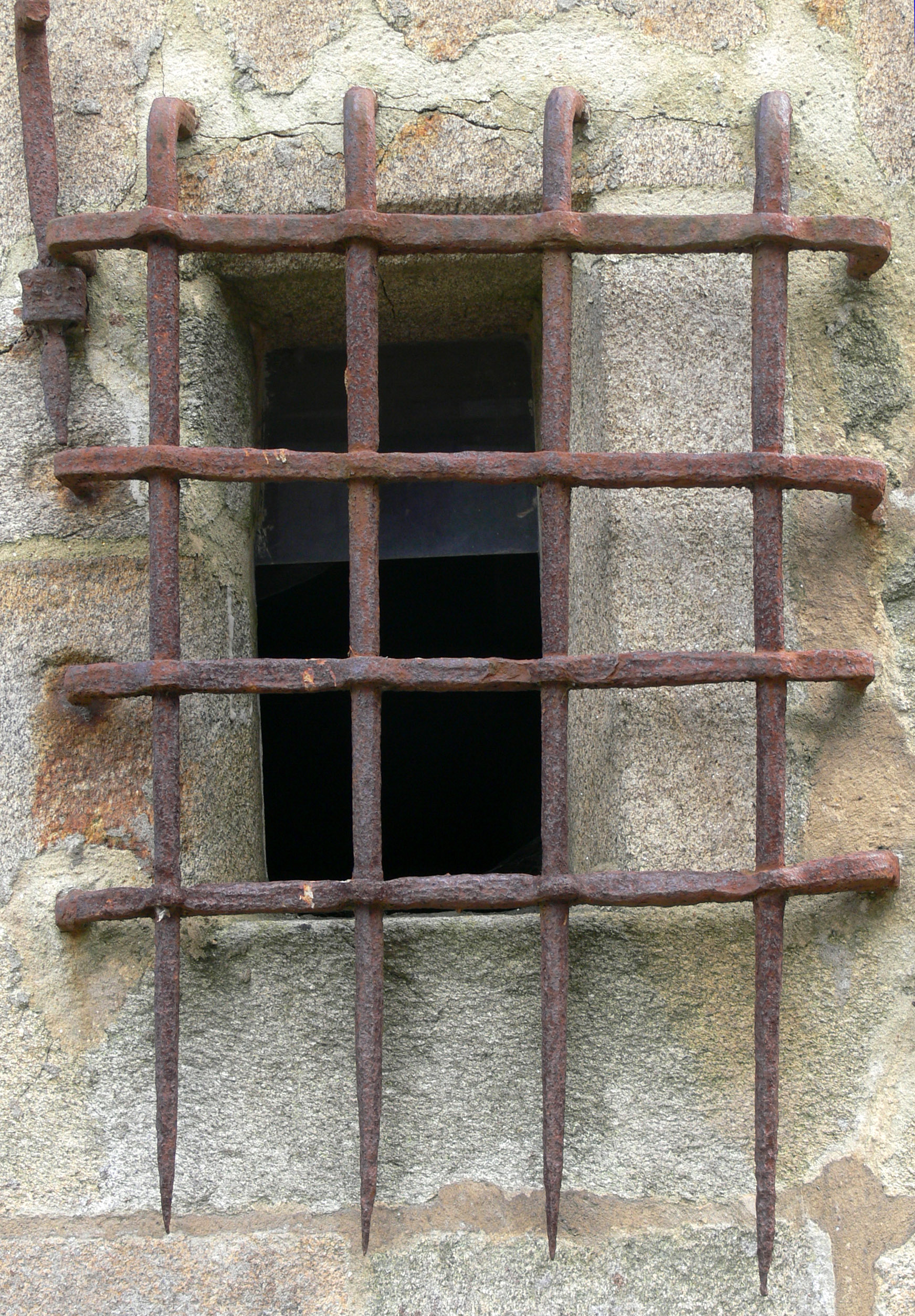
Grata a protezione di una finestra della chiesa di Sant'Anna a Le Guerno (Morbihan, Francia nord-occidentale)

Una grata è una chiusura di finestre o ingressi, che separa un ambiente interno da uno esterno e costituita da elementi lineari, in genere metallici, incrociati a scacchiera in modo da lasciar passare abbondantemente aria e o luce e consentire le vista da entrambe le parti.
Spesso viene considerata sinonimo di inferriata, anche se questa è più correttamente riferibile ad ampie chiusure esterne completate in genere da una parte mobile, un cancello.

## Funzione
La funzione principale di una grata è quella difensiva, cioè quella d'impedire l'intrusione di persone (o, in certi casi, animali di dimensioni non minime, come cani, ecc.) da un ambiente esterno in un ambiente interno. Tuttavia spesso è stata utilizzata anche per lo scopo inverso, cioè per impedire a chi si trova all'interno di un ambiente, di uscire all'esterno: caso tipico, le grate che "chiudevano" la finestra di una cella destinata a un carcerato.
Non sono tuttavia escluse in molti casi anche funzioni decorative, unite o meno a quella difensiva.

## Materiali
Le grate a scopo principalmente difensivo sono tipicamente in ferro, costituite da tondini che s'intrecciano formando una specie di scacchiera e i cui estremi sui quattro lati sono murati attorno all'apertura nel muro che devono difendere. Se la funzione difensiva è collegata a quella ornamentale, il ferro utilizzato è spesso il ferro battuto, che unisce alla forma elementare di "scacchiera", elementi ornamentali.
In altre funzioni le grate possono essere costituite da materiali meno "robusti", quali, ad esempio, legno. Caso tipico sono le grate dei confessionali, il cui scopo è quello d'impedire il contatto fra il confessore e il penitente, lasciando tuttavia spazio al passaggio dei suoni.
In molti casi le grate separano due ambienti aperti, senza tuttavia necessità di costituire barriera invalicabile e, spesso, costituiscono sostegno per una pianta rampicante: in questi casi le grate sono realizzate con listelli di legno incrociati diagonalmente, formando rombi tra i quali si allunga la pianta o semplicemente è possibile vedersi e parlare attraverso la grata stessa.

## Storia
Nell'antichità greci, romani e bizantini utilizzavano il bronzo per la difesa delle finestre, ma furono i romani per primi a forgiare grate in ferro per difendere prigioni, ambienti che dovevano rimanere separati negli anfiteatri, ecc.
Nei secoli XII e XIII, la presenza di reliquie nelle chiese rese necessario l'utilizzo di grate che ne consentissero la vista ai fedeli ma scoraggiassero tentativi di trafugamento, e lo stesso dicasi per i tesori di cui le chiese venivano in possesso per donazioni di fedeli.
Con l'avvento del rinascimento molte grate furono elaborate artisticamente, secondo il gusto del momento.

## Galleria d'immagini

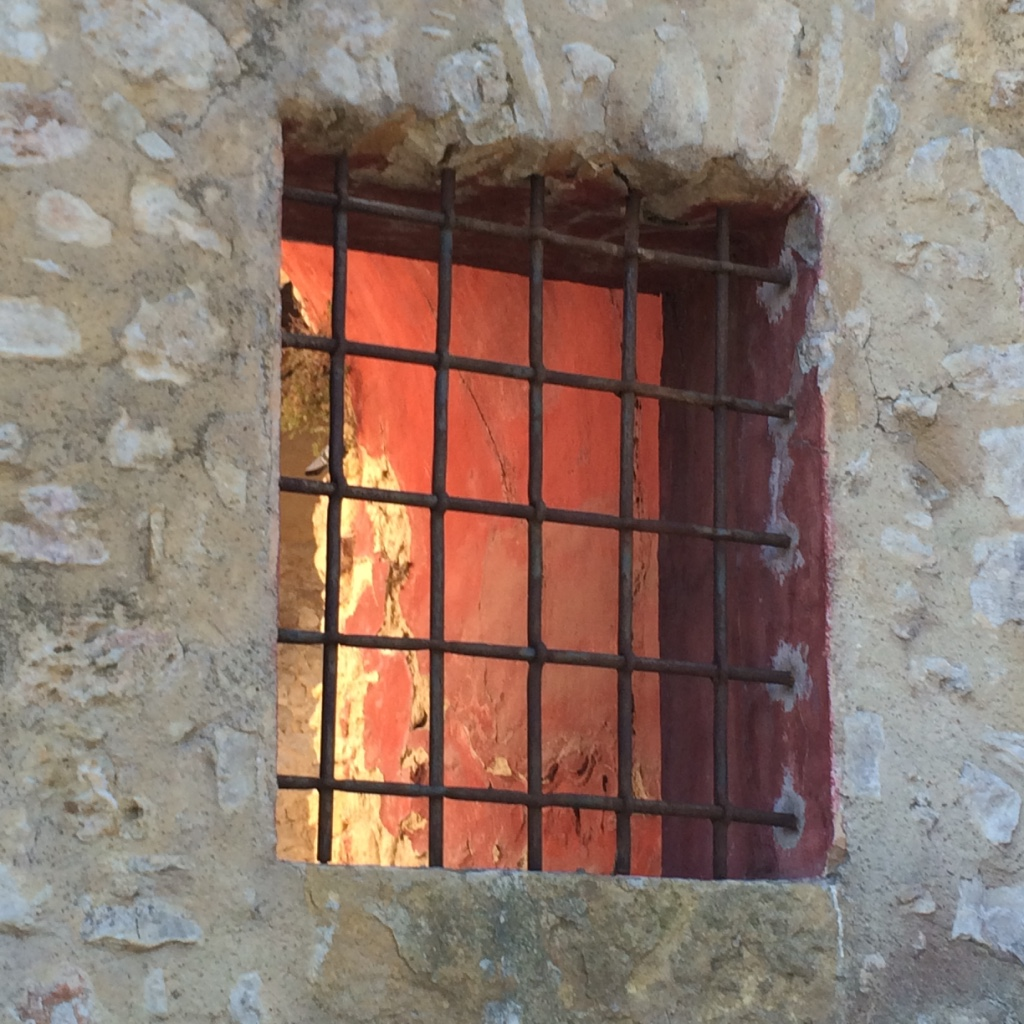
Grata a una finestra della Chapelle de Notre Dame-du-Brusc a Châteauneuf-Grasse (Francia)
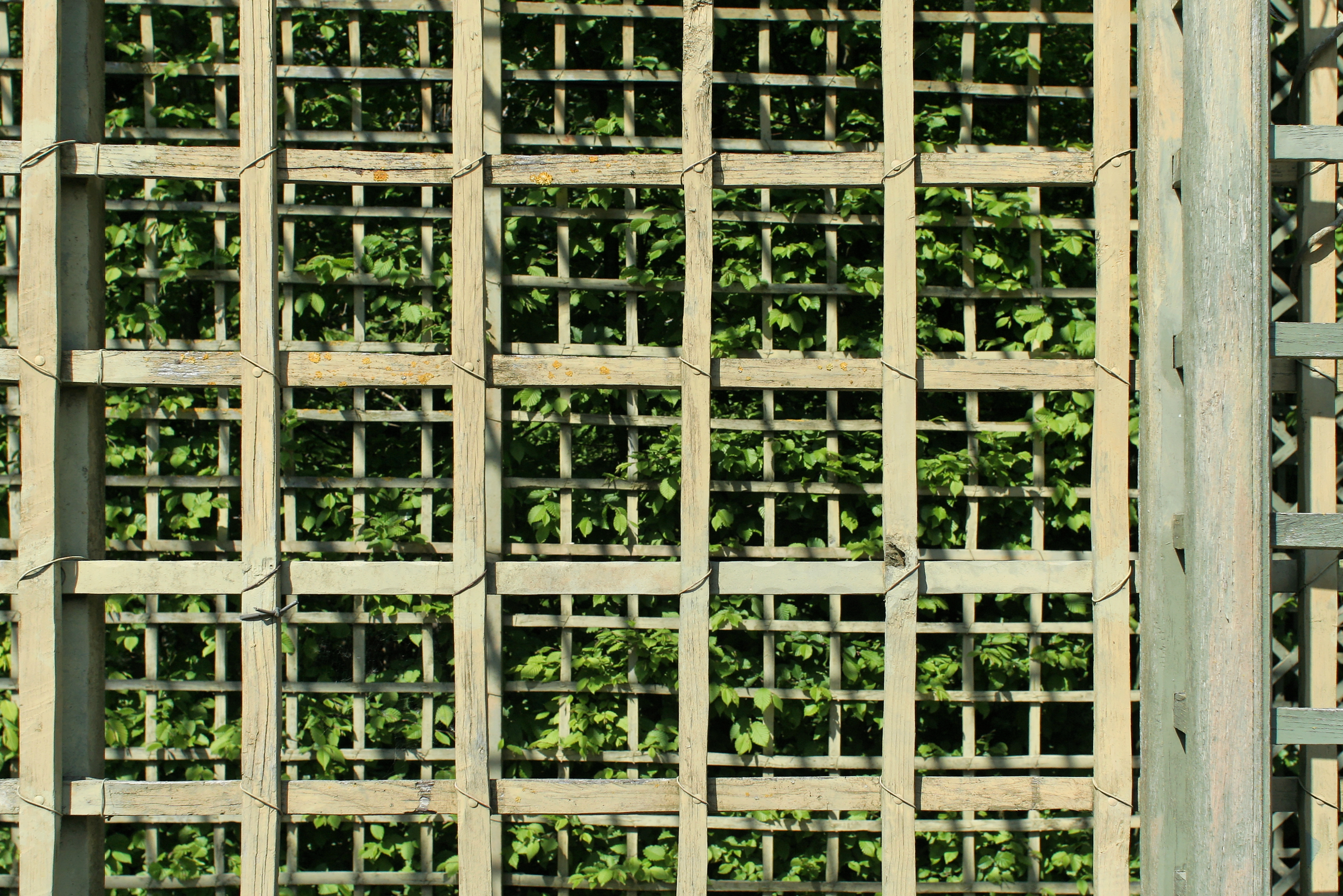
Grata in legno al Bosquet de l'Encelade, Versailles
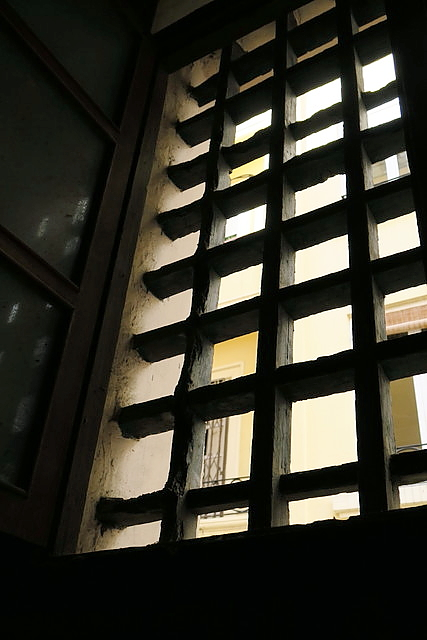
Grata in Plaza del Conde del Real, Valencia (Spagna)
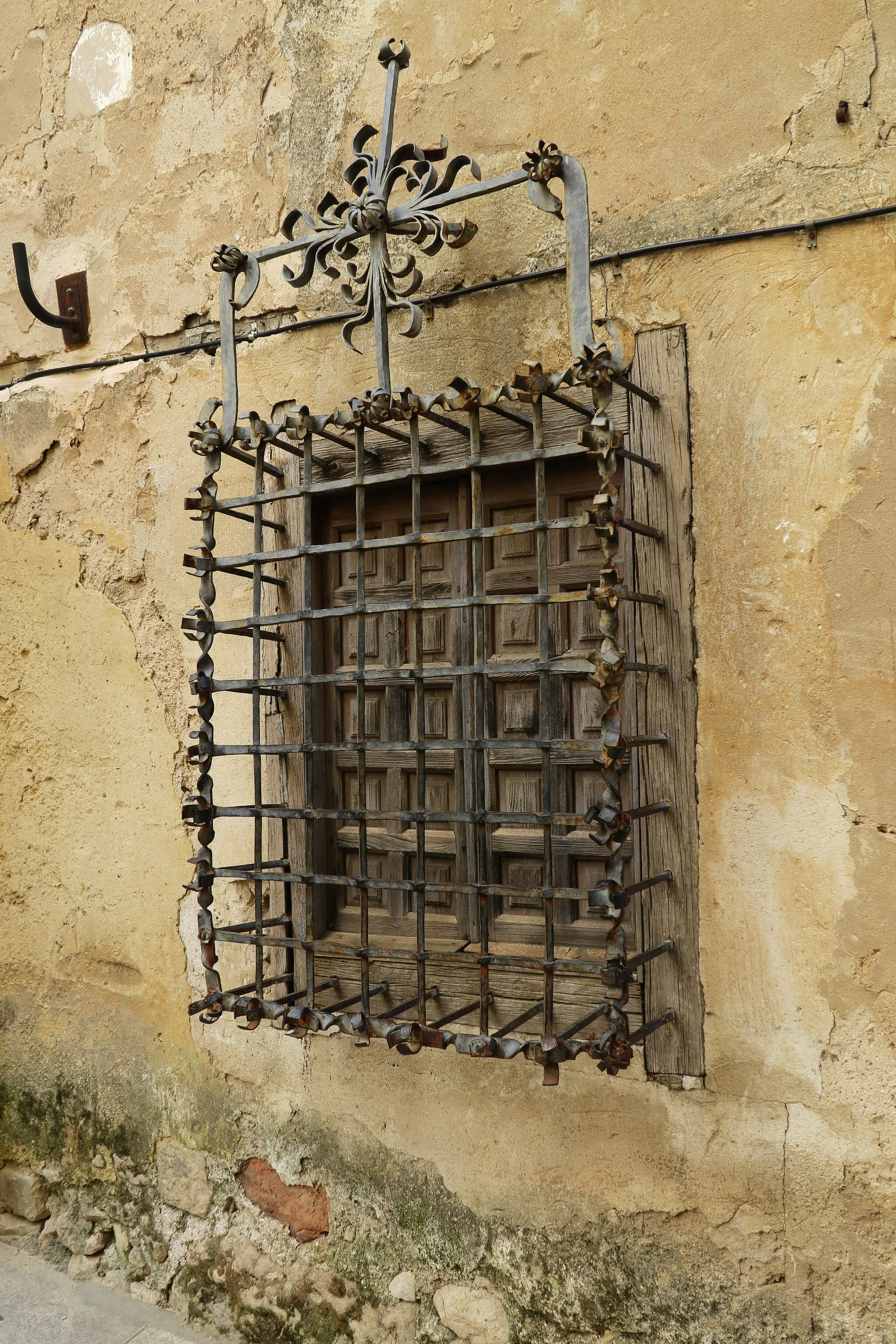
Grata di  finestra,  Calle Obispo Valero n. 1, Cuenca
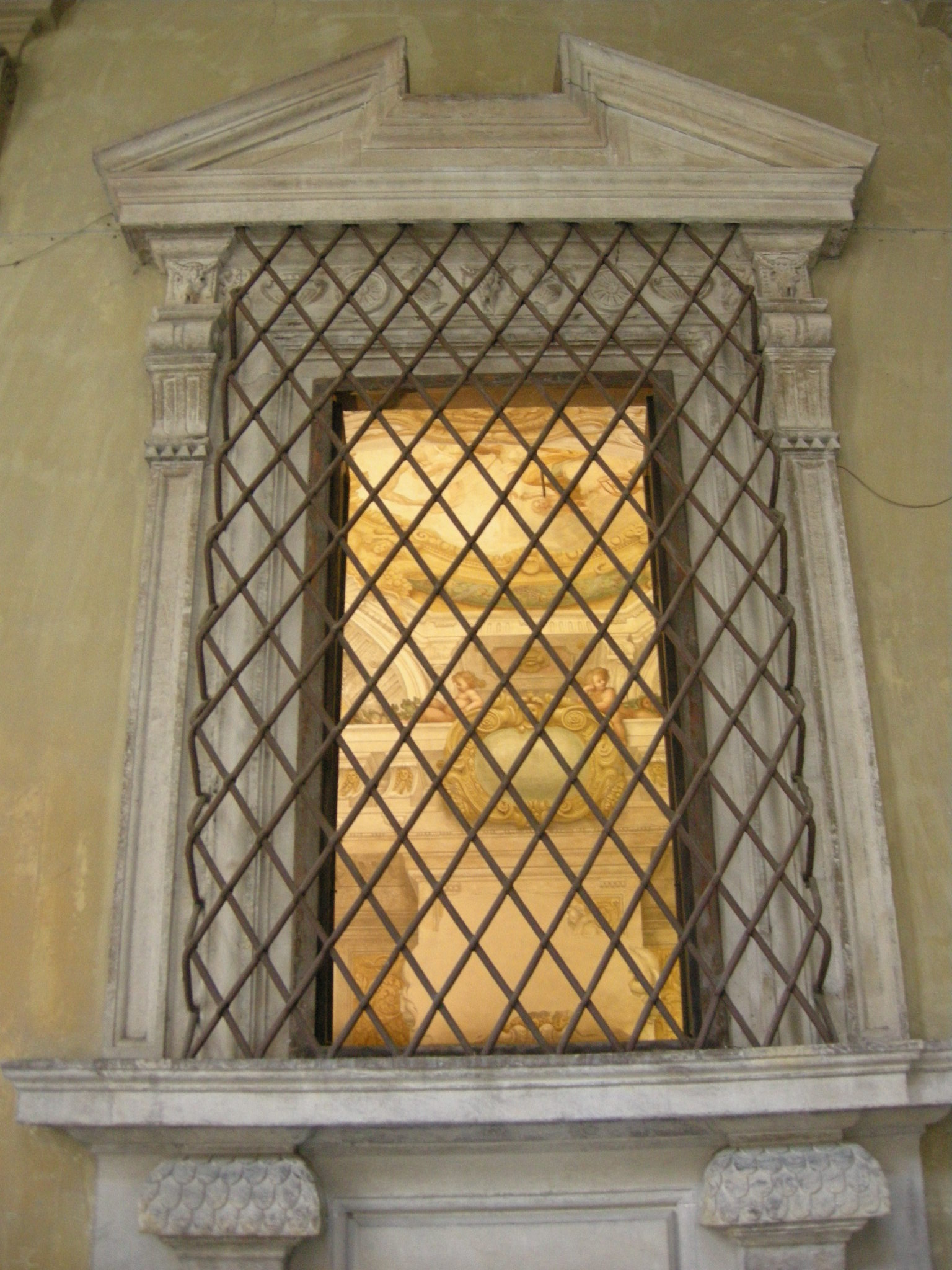
Grata di finestra di Palazzo Pitti a Firenze
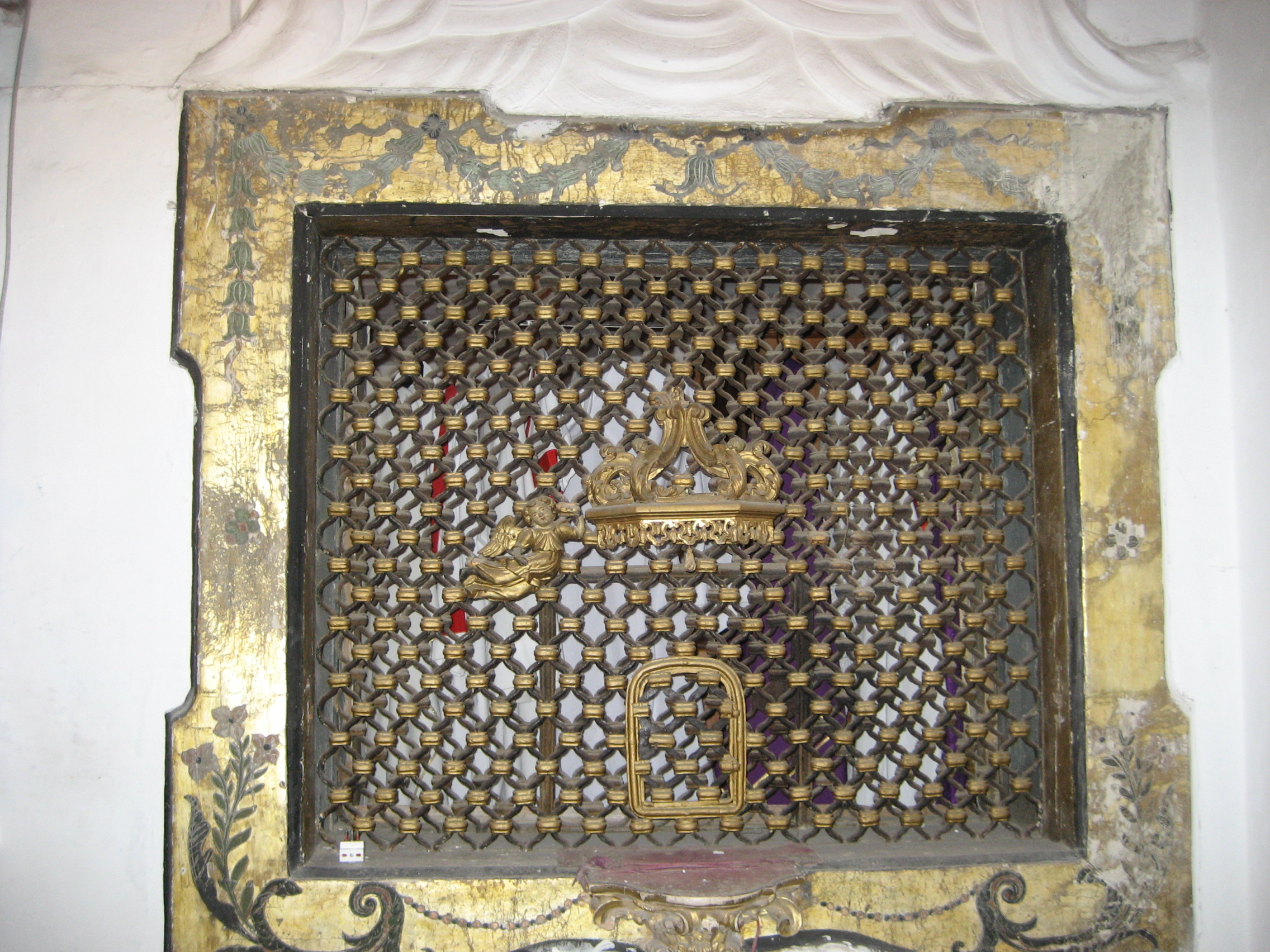
Chiesa di Santa Maria di Grado (Conca dei Marini): Finestra del comunichino decorata con una cornice di legno dipinta in stile tardo barocco. Le domenicane, attraverso la piccola porticina della grata, sormontata da una corona di legno, retta da due angeli, ricevevano la comunione restando nascoste.
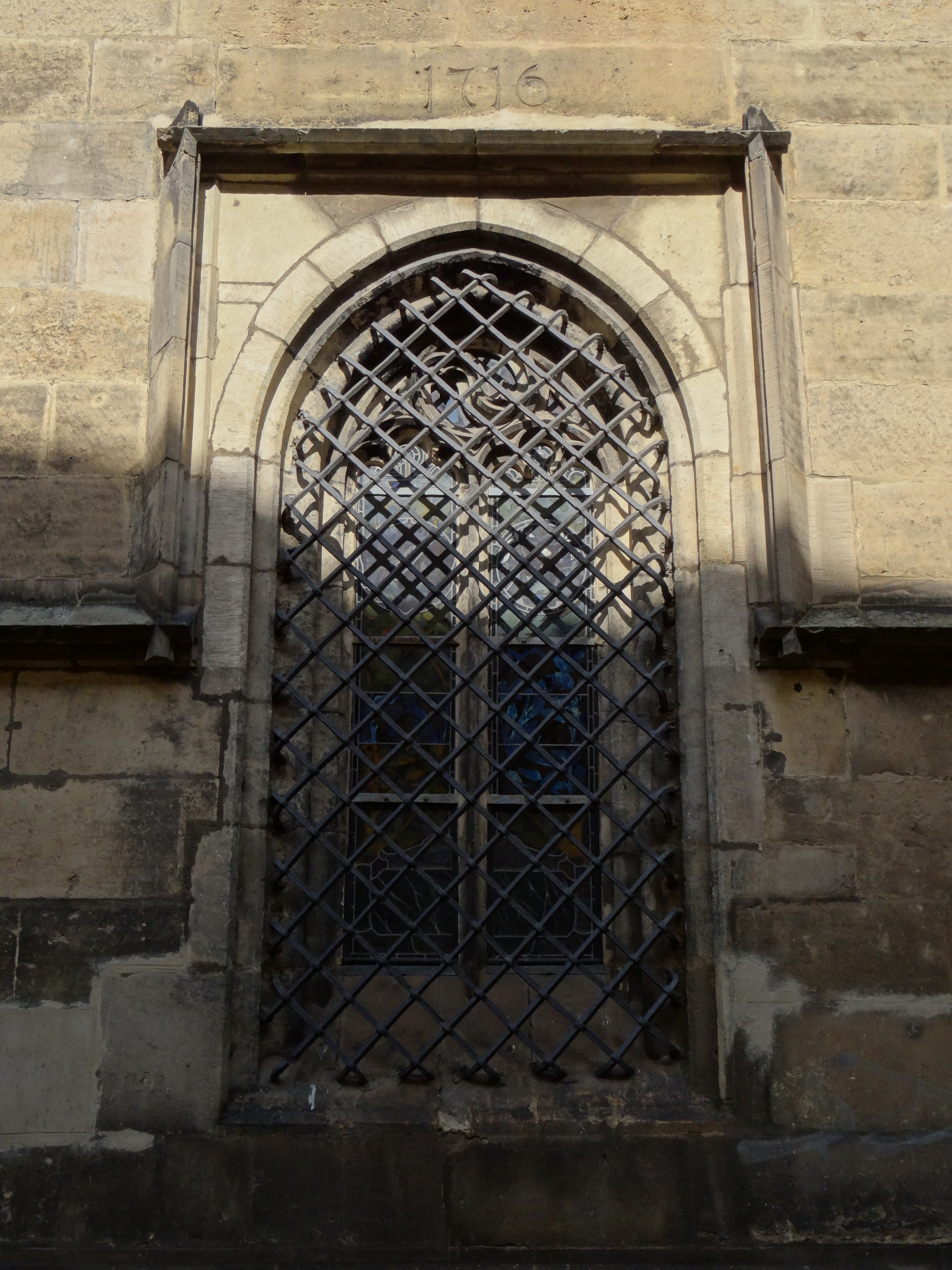
Finestra nella piazza della chiesa a Pirna (Sassonia, Germania)
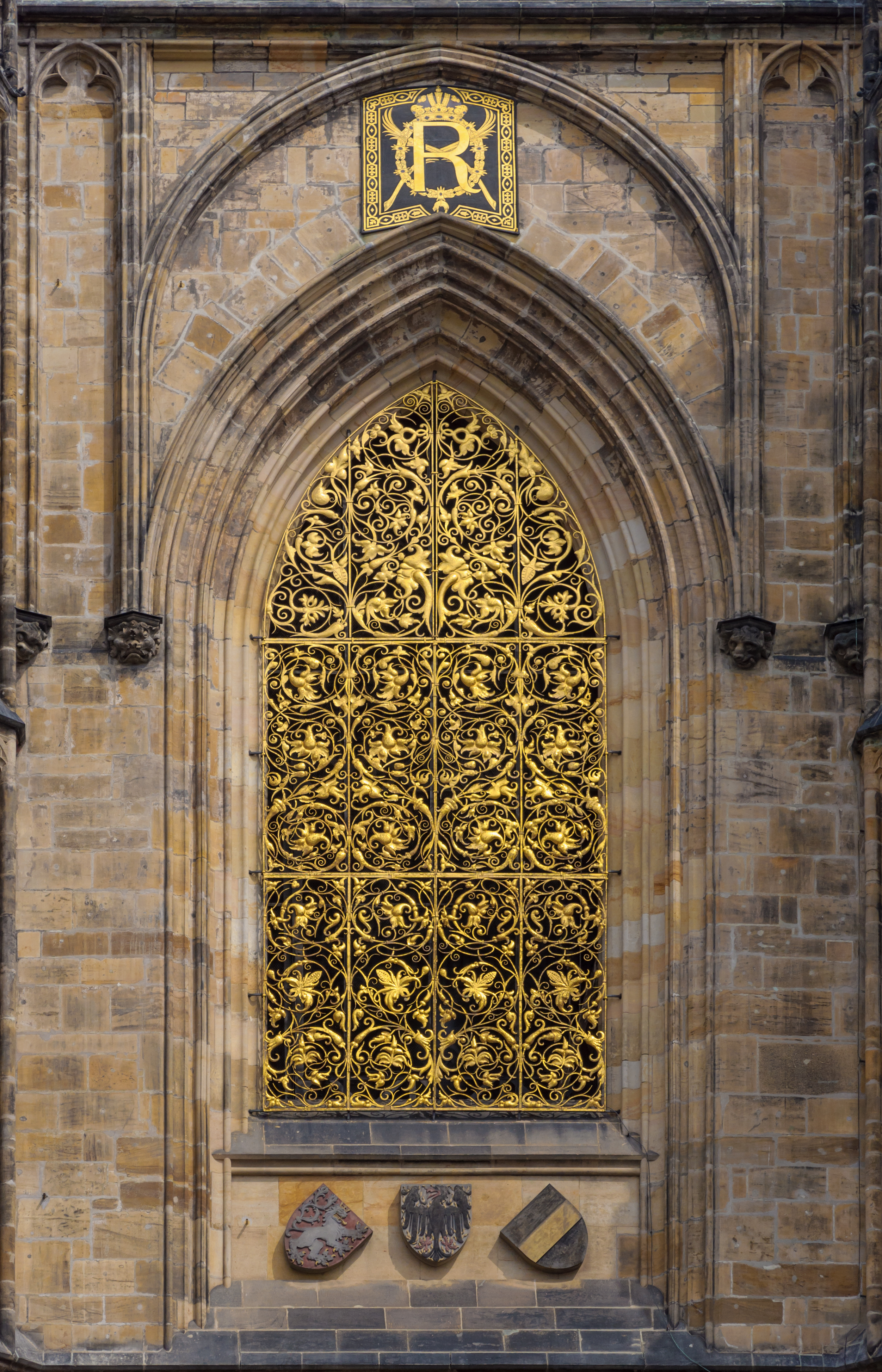
Finestra con griglia dorata nella Cattedrale di San Vito a Praga
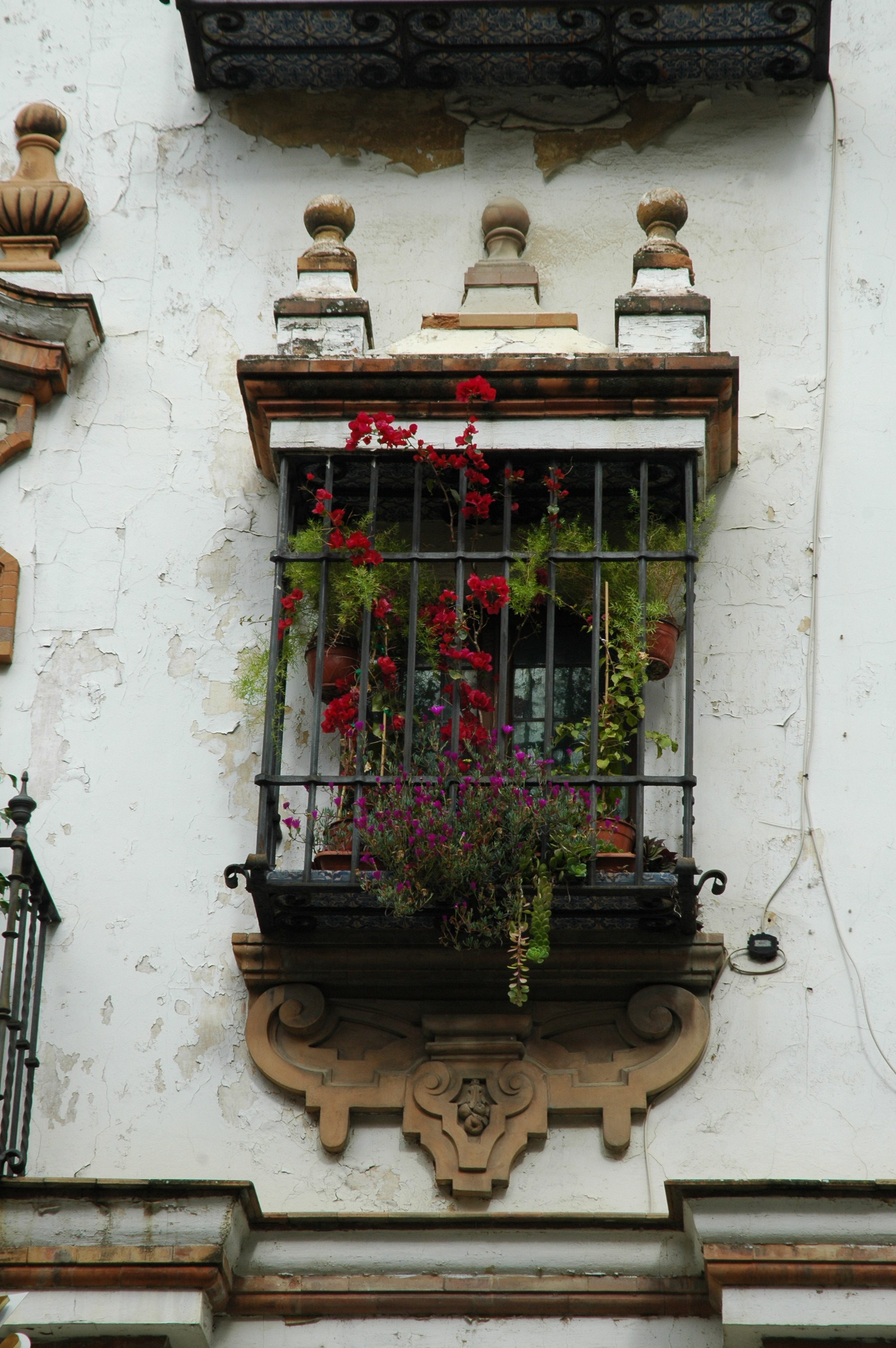
Finestra con grata della Cerveceria Giralda a Siviglia (Andalusia), Spagna
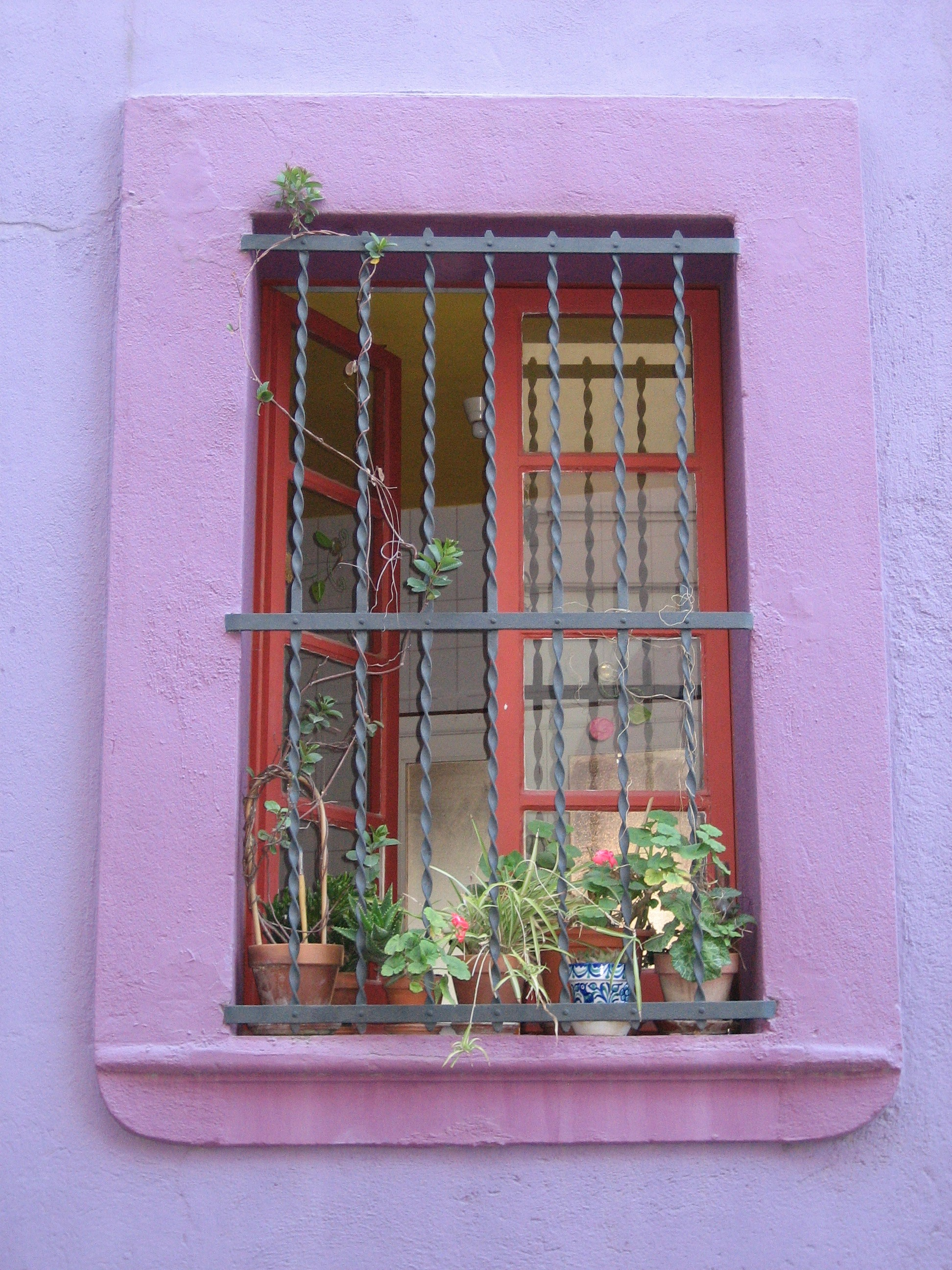
Finestra con grata nella via che porta al Parco Güell a Barcellona